# Russell Fairfax
Pour les articles homonymes, voir Fairfax.
Russell Lance Fairfax, né le 29 mars 1952 à Sydney (Australie), est un ancien joueur de rugby à XV qui a joué avec l'équipe d'Australie. Il évoluait au poste de demi d'ouverture. 

## Carrière
Il joue son premier test match le 20 novembre 1971 contre l'équipe de France. Il a disputé son dernier test match contre l'équipe d'Angleterre, le 17 novembre 1973.
Il joue ensuite au rugby à XIII avec les Eastern Suburbs.

## Palmarès
- Huit test matches avec l'Australie
- Sélections par année : 2 en 1971, 4 en 1972, 2 en 1973.